# Vuurtoren van Neist Point
De vuurtoren van Neist Point (Neist Point Lighthouse) staat op het uiterste puntje van het ruige schiereiland Duirinish van het Schotse eiland Skye en vormt de meest westelijke punt daarvan. Het baken werd voor het eerst aangestoken in 1909 en is sinds 1990 geautomatiseerd. De bijgebouwen, ooit de thuisbasis van vuurtorenwachters, zijn nu in particulier bezit.
De vuurtoren werd verschillende malen gebruikt als filmlocatie, in 1996 voor de speelfilm Breaking the Waves en in oktober 2012 voor 47 Ronin.

## Beheer
Het Neist Point Lighthouse wordt beheerd door de Northern Lighthouse Board.